# Поліптих Валле Роміта
«Поліптих Валле Роміта» (італ. Polittico di Valle Romita) — картина італійського живописця Джентіле да Фабріано створена близько 1410 року. Зберігається у Пінакотеці Брера в Мілані (в колекції з 1811 року — п'ять основних дощок, з 1901 року — малі дошки).

## Історія створення
Дошки поліптиха, раннього шедевра художника першої чверті XV століття, не одночасно поступили з монастиря Валле Роміта, що неподалік від Фабріано, і були вмонтовані в готичні шати, що не відповідають первісному вигляду твору. Поліптих є піднесеною і складною антологією мотивів інтернаціональної готики.
В 1811 році центральна дошка і чотири нижніх бокових були передані в Пінакотеку Брера безпосередньо із самого скиту, який був закритий Наполеоном.Ймовірно що поліптих був розібраний на частини ще в XVIII ст. Четверо верхніх дощок були викуплені музеєм в 1901 році з приватної колекції.

## Опис
Велика центральна сцена з Коронування Богоматері відбувається на багатому і яскравому золотому «райському» фоні; святі одягнені у гарні драпірування, тонко окреслені хвилеподібними лініями малюнка. Маленькі фігурки музикантів-янголів розташувались внизу на небосхилі; трохи нижче, на зоряному небі, міститься підпис художника: «Gentilis de fabriano pinxit». Четверо святих, зображених на бокових дошках, стоять над травами та квітами казкового саду. Витончені обриси, м'яка експресія, вишукані деталі створюють атмосферу казкових снів, нагадуючи найчарівніші зразки пізньоготичного стилю.
Містичному і споглядацькому духу головних дощок протиставляється жвавість викладення чотирьох невеликих історій святих, первісне розміщення яких в пределах загальної композиції картини не зрозуміле. Як і ця картина вбивства св. Петра, усі сюжети розвиваються на фоні гірських краєвидів і міських перспектив. Динаміка фігур чотирьох святих (Ієроніма, Франциска, Домініка і Магдалини) направлена до центральної картини, наче підкоряючись певній містичній процесії, що слідує через квітучий сад (натяк на земний рай Едем). Тоді як Коронування Богоматері, що знаходиться в центрі, поміщене у золоте сяйво Емпірея.
Центральна сцена присвячена прославлінню Богоматері: одна з найбільш поширених тем у мистецтві XV ст. Марія смиренно об'єднується з Трійцею: Бог-Отець, оточений вогняними серафимами, розташований у верхній частині, Святий Дух в образі білого голуба — в центрі, Бог-Син покладає корону на голову Марії.